# Løsholt
Et løsholt er et vandret tømmerstykke mellem to facadestolper, som er samlet med lige tap og dyvler for at holde konstruktionen i spænd. Anvendes ved fx Bindingsværk
| Byggeri og bygningsdele | Spire Denne artikel om byggeri og bygningsdele er en spire som bør udbygges. Du er velkommen til at hjælpe Wikipedia ved at udvide den. |